# 2452 Ліо
2452 Ліо (2452 Lyot) — астероїд головного поясу, відкритий 30 березня 1981 року.
Тіссеранів параметр щодо Юпітера — 3,162.